# Varanus albigularis
Varanus albigularis är en ödleart som beskrevs av  François Marie Daudin 1802. Varanus albigularis ingår i släktet Varanus och familjen Varanidae.

## Underarter
Arten delas in i följande underarter:
- V. a. albigularis
- V. a. angolensis
- V. a. ionidesi
- V. a. microstictus